# آلفين فيشر
آلفين فيشر هو لاعب هوكي الجليد كندي، ولد في 5 يناير 1893 في سو ساينت ماري في كندا، وتوفي في 1 مارس 1937.

## وصلات خارجية
- آلفين فيشر على موقع دوري الهوكي الوطني (الإنجليزية)
- آلفين فيشر على موقع قاعة مشاهير الهوكي (لاعب أن.إتش.أل) (الإنجليزية)
- آلفين فيشر على موقع EliteProspects.com (الإنجليزية)
- آلفين فيشر على موقع HockeyDB.com (الإنجليزية)
- آلفين فيشر على موقع Hockey-Reference.com (الإنجليزية)